# Bertem
Bertem és un municipi belga de la província de Brabant Flamenc a la regió de Flandes. Està compost per les seccions de Bertem, Korbeek-Dijle i Leefdaal.